# Diocese de Palestrina
A Diocese de Palestrina (ou sede suburbicária de Palestrina) é uma sé da Igreja Católica Romana sufragânea da diocese de Roma. A diocese compreende o território da cidade de Palestrina e é dividida, para fins eclesiásticos em 49 paróquias.

## História
A diocese de Palestrina foi criada no século IV e a mais antiga notícia que se tem é referente ao martírio de Santo Agapito (santo ao qual é consagrada a catedral da diocese). O primeiro bispo de Palestrina de que se tem conhecimento foi Secundus, presente ao Concílio de Roma de 313. A partir do século VII seu bispo passa a ser considerado um dos bispos cardeais de Roma (um dos prelados hebdomadários que prestavam serviço na basílica de São João de Latrão). O bispo de Palestrina é considerado o quarto na ordem dos cardeais-bispos.

## Bispos

### 1000
- Maurus (558)[1]
- Sergio (721)[2]
- Venanzio 732[2]
- Gregorio 761–767
- Andrea 769–773
- Contantinus 826
- Leone 914–928[2]
- Teofilo 963 – before 988[2]
- Stefan 988[3]
- Peter 996–1015[2]

### 1001–1200
- Johannes I 1036–1039[4]
- Johannes II 1044
  - Raniero 1058 (pseudocardeal, criado pelo antipapa *?)
- Bruno 1059–1060
- Bernhard 1061–1065
- Loperto 1066–1069
- vacante 1069–1073
- Uberto Belmonte 1073–1082
- [Berardo (?) ca.1092 (?)][5]
  - Ugone Candido 1089–1099 (pseudocardeal)
- Milone 1095/98–1104
- vacante 1104–1107[6]
- Cuno de Praeneste 1107–1122
- Guillaume Praenestinus 1123–1137[7]
  - Johannes 1130–1134 (pseudocardeal)
- Étienne de Châlons 1139–1144
- Guarino Foscari 1144–1158
- Giulio I 1158–1164
- vacante 1164–1176[8]
  - Vibiano 1168–1173 (pseudocardinal)
- Manfredo de Lavagna 1176–1178
- vacant 1178–1179
- Benerede 1179–1180
- Paolo Scolari 1180–1187 Eleito Papa Clemente III
- vacante 1188–1191[9]
- Giovanni III da Anagni 1190–1196[10]
- vacante 1196–1200
- Guy de Paré, O.Cist. 1200–1204[11]

### 1201–1400
- Guido Papareschi 1206–1221
- Guido Pierleone 1221–1228
- Giacomo di Pecorari, O.Cist.  1231–1244[12]
- István Báncsa 1251–1270
- Vicedomino de Vicedominis 1273–1276
- Erhard II de Lézinnes 1278–1279
- Papa Nicolau IV 1281–1288
- Bernardo V Berardi di Cagli 1288–1291
- Simon I Beaulieu 1294–1297
- Teodorico Raineri 1299–1306
- Pierre III de la Chapelle Taillefer 1306–1312
- Guillaume II de Mandagot 1312–1321
- Pierre IV Despres 1322–1361 (Pierre des Prés, Peter de Pratis)
- Raymond de Canillac 1361–1373
- Simon Langham 1373–1376
- Jean du Cros 1377–1378  (na obediência de Avignon até 1383)
- Francesco Moricotti Prignani[13] 1380–1394 (obediência Romana)
- Gui de Maillesec 1384–1412 (obediência de Avignon)
  - Angelo Afflicti 1395–1401 (Administrador) (obediência Romana)

### 1401–1600
- Oddo Colonna 1401–1405 (Administrador)
- Antonio I Gaetani 1405–1409, † 1412
- Angelo d'Anna de Sommariva, O.S.B.Cam. 1412–1428[14]
- vacante 1428–1431
- Hugues de Lusignan 1431–1436, † 1442
- vacante 1436–1444
- Giovanni Berardi[15] 1444–1449
- Giorgio de Flisco 1449–1455
- vacante 1455–1460
- Juan de Torquemada 1460–1463, † 1468
- vacante 1463–1465
- Alain de Cotivy 1465–1472, † 1474
- Angelo Capranica 1472–1478
- Marco Balbo 1478–1491
- Jean Balue 1491
- Giovanni VII Micheli 1491–1492, † 1503
- Girolamo Basso della Rovere 1492–1503, † 1507
- Lorenzo Cybo de Mari 1503
- Antonio Pallavicino 1503–1507
- Giovanni Antonio Sangiorgio 1507–1508, † 1509
- Bernardino Lopez de Carvajal 1508–1509
- Guillaume Briçonnet 1509–1511
- Marco Vigerio della Rovere, O.F.M. Conv.[16] 1511–1516.
- Francesco II Soderini 1516–1523
- Alessandro Farnese 1523, Eleito Papa Paulo III em 1534
- Antonio Maria Ciocchi del Monte 1523–1524
- Pietro Accolti 1524, † 1532
- Marco Cornaro 1524
- Lorenzo Pucci 1524–1531
- Giovanni Piccolomini 1531–1533, † 1537
- Andrea della Valle 1533–1534
- Bonifacio Ferreri 1534–1535, † 1543[17]
- Lorenzo Campeggio 1535–1537, † 1539
- Antonio Sanseverino 1537–1539, † 1543
- Giovanni Vincenzo Caraffa 1539–1541
- Alessandro  Cesarini 1541–1542[18]
- Francesco Cornaro 1542–1543
- Giovanni Maria Ciocchi del Monte 1543–1550
- Louis de Bourbon de Vendôme 1550–1557
- Federigo Cesi 1557–1562, † 1564
- Giovanni Morone 1562–1564, † 1580
- Cristoforo Madruzzo 1564–1570, † 1578
- Otto von Waldburg 1570–1573
- Giulio della Rovere 1573–1578
- Giovanni Antonio Serbelloni 1578–1583, † 1591
- Giovanni Francesco Gambara 1583–1587
- Marco Antonio Colonna 1587–1597
- Giulio Antonio Santori 1597–1602

### 1601–1800
- Alessandro Ottaviano de' Medici 1602–1605 Eleito Papa Leão XI
- Agostino Valeri 1605–1606
- Ascanio Colonna 1606–1608
- Antonio Maria Galli 1608–1611
- Gregorio Petrocchini 1611–1612
- Benedetto Giustiniani 1612–1615
- Francesco Maria Del Monte 1615–1621
- Ottavio Bandini 1621–1624
- Andrea Baroni Peretti Montalto 1624–1626,
- Domenico Ginnasi 1626–1629,
- Marcello Lante della Rovere 1629
- Pier Paolo Crescenzi 1629–1641,
- Guido Bentivoglio 1641–1644
- Alfonso de la Cueva Albuquerque 1644–1655
- Bernardino Spada 1655–1661
- Antonio Barberini 1661–1671
- Rinaldo d'Este 1671–1672
- Cesare Facchinetti 1672–1679, † 1683
- Alderano Cybo 1679–1680, † 1700
- Lorenzo Raggi 1680–1687
- Antonio  Bichi 1687–1691
- Paluzzo Paluzzi Altieri degli Albertoni 1691–1698
- Luis Manuel Fernando Portocarrero 1698–1709
- Fabrizio Spada 1710–1717
- Francesco del Giudice[19] 1717–1721
- Francesco Barberini 1721–1726,
- Tommaso Ruffo 1726–1738, † 1753
- Giorgio Spinola[20] 1738–1739
- Giovanni Battista Altieri (junior) 1739–1740
- Vincenzo  Petra 1740–1747[21]
- Antonio Xaverio Gentilis 1747–1753
- Giuseppe Spinelli 1753–1759, † 1763
- Federico Marcello Lante 1759–1763, † 1773
- Giovanni Francesco II Stoppani[22] 1763–1774
- Girolamo III Spinola 1775–1784
- Marcantonio Colonna (junior) 1784–1793
- Leonardo Antonelli 1794–1800, † 1811
- Alessandro Mattei 1800–1809, † 1820

### 1801–2000
- Aurelio Roverella 1809–1812
- Diego Inigo Caracciolo di Martini 1814–1820
- Giuseppe Spina 1820–1828
- Francesco Bertazzoli 1828–1830
- Carlo Maria Pedicini[23] 1830–1840, † 1843 (Bispo de Porto 1840–1843)
- Vincenzo Macchi 1840–1844, † 1860
- Castruccio Castracane degli Anteliminelli 1844–1852
- Luigi Amato di San Filippo e Sorso 1852–1870, † 1877–1878
- Carlo Sacconi 1870–1878
- Antonino de Luca 1878–1883
- Luigi Oreglia di Santo Stefano 1884–1889
- Angelo Bianchi 1889–1897
- Camillo Mazzella 1897–1900
- Vincenzo Vannutelli 1900–1930
- Luigi Sincero 1933–1936
- Angelo Dolci 1936–1939
- Carlo Salotti 1939–1947
- Benedetto Aloisi Masella 1948–1970
- Carlo Confalonieri 1972–1986
- Bernardin Gantin 1986–2008[24]

### 2001
- José Saraiva Martins (2009–atual)